# Birra Peroni (azienda)
Birra Peroni è un'azienda italiana produttrice di birra. Fondata nel 1846 a Vigevano, fu autonoma fino al 1988 quando passò sotto acquisizione di Danone, nel 2003 passò sotto gestione della multinazionale SABMiller, e dal 2016 fa parte del gruppo multinazionale giapponese Asahi Breweries.

## Storia

### Gli inizi
La Società Birra Peroni nacque nel 1846 per iniziativa di Francesco Peroni, ultimo nato di una famiglia di pastai attivi nella provincia novarese, che si trasferì dalla natia cittadina di Galliate a Vigevano, giudicata più adatta per iniziare una nuova attività imprenditoriale, fondandovi una fabbrica di birra. La Ditta Francesco Peroni aveva sede nel centro della cittadina lomellina, in contrada Rocca Nuova, dove, accanto alla piccola fabbrica, era attiva una birreria per la mescita diretta.
Nel 1864 viene aperto un nuovo stabilimento a Roma, gestito inizialmente da alcuni soci di Francesco Peroni e, a partire dal 1867 dal figlio primogenito Giovanni Peroni. Il primo sito produttivo fu insediato in via Due Macelli, dove poi sarebbe sorto il Salone Margherita. Nel 1870 la produzione fu poi spostata nella zona di Borgo Santo Spirito in un immobile affittato dall'amministrazione del manicomio di S. Maria della Pietà, mantenendo attivo in via Due Macelli solo un punto vendita.

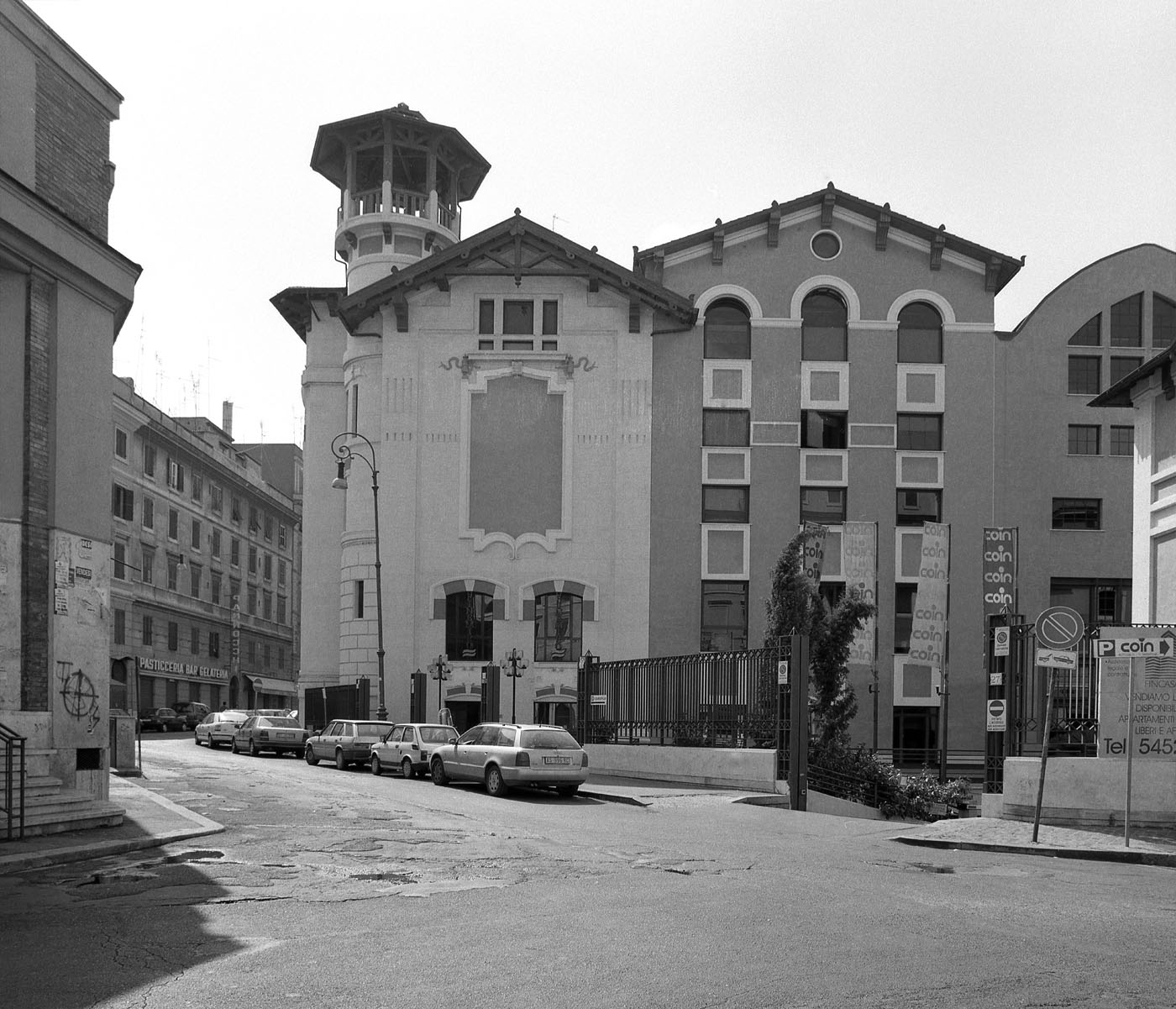
L'ex Birreria Peroni di via Mantova a Roma (1998).

Nel 1887 Giovanni Peroni viene raggiunto a Roma dal fratello Cesare, che nel giro di qualche anno si trovò ad occupare un ruolo operativo in seno all'azienda.
Nel 1896 la fabbrica fu trasferita in una nuova sede, in via del Cardello 16, non lontano dal Colosseo. Nel frattempo la Peroni strinse stretti rapporti di collaborazione con la Società romana per la fabbricazione del ghiaccio e della neve artificiale, culminati nel 1901 nella fusione tra le due società con la costituzione della Società riunite fabbrica di ghiaccio e ditta Francesco Peroni, la cui nuova sede venne costruita in via Mantova, nella zona di Porta Pia, su disegno dell'ingegnere e architetto Gustavo Giovannoni. Sempre nel 1896 Cesare Peroni si recò in Germania per studiare le tecniche di produzione delle birre a bassa fermentazione. Infine nello stesso anno la sede vigevanese terminò la propria attività produttiva. Nel 1907 fu poi costituita la Società anonima Birra Peroni, Ghiaccio e Magazzini Frigoriferi.
Nel 1908 Giovanni Peroni fu nominato cavaliere del lavoro; nel 1911 divenne vicepresidente della Birra Peroni, per poi assumere la presidenza due anni più tardi. Nello stesso anno la Peroni entra nel capitale azionario della Società anonima ghiacciaia romana, che fu poi definitivamente assorbita nel gruppo nel 1942.
Nel 1921 ci fu un ricambio nei quadri dirigenziali: Cesare Peroni divenne amministratore delegato, carica poi ricoperta fino alla morte avvenuta nel 1948, mentre Giacomo Peroni, figlio di Giovanni, sostituì il padre nel consiglio di amministrazione; pochi mesi dopo, il 2 gennaio 1922, morì Giovanni Peroni, poco dopo essersi dimesso da presidente del gruppo.

### L'espansione
Nel 1924 fu inaugurato un nuovo stabilimento produttivo a Bari, capace di produrre 25.000 ettolitri di birra annui su una produzione totale annua di 150.000 ettolitri. L'apertura del nuovo stabilimento fu il primo passo di una strategia di espansione del gruppo nell'Italia meridionale: nel 1926 venne assorbito il birrificio dell'Orso & Sanvico di Perugia, poi trasformato in centro d’imbottigliamento e deposito concessionario, nel 1929 la Birra d'Abruzzo con sede a Castel di Sangro, il cui impianto produttivo di Montenero Val Cocchiara venne poi dismesso nel 1936 e le Birrerie meridionali di Napoli, con la costituzione della Società Anonima Birra Meridionale. Nel 1934 tramite le Birrerie meridionali, fu acquisita la birra Partenope. Vennero poi acquistate la Birra Cioci di Macerata e, nel 1939 la fabbrica De Giacomi di Livorno.
Nel 1949 Giacomo Peroni divenne amministratore delegato del gruppo. L'anno successivo la produzione annuale toccò la quota di 420.000 ettolitri, rendendo la Peroni il primo produttore birraio italiano. Nel 1952 Franco Peroni, figlio di Cesare, divenne vicepresidente della Società Birra Peroni. L'anno dopo fu rilevata la birra Dormisch di Udine. Nello stesso anno fu inaugurata la nuova fabbrica di Napoli, realizzata su progetto redatto dallo studio Harley-Ellington & Day di Detroit. Nel 1954 Giacomo Peroni assunse la carica di presidente.
Nel 1955 viene chiuso lo stabilimento ex Birrerie Meridionali di Capodimonte, sostituito dal nuovo stabilimento aperto a Miano. Nell'aprile 1960 venne formalizzata l'acquisizione della metà del pacchetto azionario della Birra Itala Pilsen di Padova, poi acquisita completamente nel 1970. Nel 1961 furono completati gli acquisti di due marchi birrai con relativi stabilimenti: la Birra Raffo di Taranto e la Birra Faramia di Savigliano.
Tra la fine degli anni '50 e gli anni '60 entrarono nel consiglio di amministrazione Rodolfo Peroni, figlio di Franco, e Giovanni Peroni, figlio di Francesco che nel 1962 si ritirò dalle attività e di Giorgio Natali, figlio di Elisa Peroni, a sua volta figlia di Giovanni Peroni.

### La birra Nastro Azzurro
Nel 1963 venne lanciata sul mercato la Nastro Azzurro, che doveva il suo nome alla vittoria nel 1933 del Nastro Azzurro dell'Atlantico da parte del transatlantico italiano Rex.
Nel luglio dello stesso anno fu avviata la produzione nel nuovo sito industriale di Bari, che andava a sostituire il precedente: così come per il sito di Napoli, la progettazione dell'impianto fu opera dello studio americano Harley-Ellington & Day. Negli anni successivi furono poi aperti altri due nuovi impianti: quello di Roma nella zona industriale di Tor Sapienza, che andava a sostituire la storica sede di via Mantova, nel 1971 e quello di Padova, sorto nel 1973 accanto ad un centro di imbottigliamento attivo dal 1960.
Nel 1976 l'ormai novantaduenne Giacomo Peroni lasciò le cariche di amministratore delegato e presidente, carica quest'ultima che venne assunta dal nipote Giorgio Natali, mentre Rodolfo Peroni e l'azionista esterno alla famiglia Mario Beretta diventarono i nuovi amministratori delegati.
A partire dalla fine degli anni '70 fu avviata una politica di riorganizzazione riguardo agli otto stabilimenti produttivi del gruppo che portò alla chiusura di alcuni di questi: il primo fu quello di Livorno nel 1979, poi seguito dagli impianti di Savigliano, Taranto ed Udine (nel 1988).
Nel 1987 morì il vicepresidente Carlo Peroni, questo portò alle nomine di Marco Martinelli, erede della famiglia Ferro, a vicepresidente e di Andrea Mondello, figlio di Amarilli Peroni, a sua volta figlia di Giacomo Peroni, ad amministratore delegato, avvenute nel febbraio dell'anno successivo.

### L'acquisizione di Wührer
Nel 1988 viene acquisita la Wührer, la più antica fabbrica birraia italiana, all'epoca di proprietà del gruppo Danone che, nell'ambito dell'operazione, divenne azionista della Peroni con il 19,5 per cento del capitale, gli impianti della Wuhrer a Brescia, Battipaglia e San Cipriano Po furono chiusi tutti entro il 1993.
Nel 1991 terminò la ristrutturazione della storica sede di via Mantova, dove fu insediata la direzione generale.

### Prima inglese poi giapponese
Nel 2003 la multinazionale britannica SABMiller plc, acquisì il gruppo Peroni per 400 milioni di euro pagati in due tranche, la prima nello stesso anno e la seconda nel 2005, anno in cui fu chiuso anche lo stabilimento napoletano.
Nel novembre 2016 Anheuser-Busch InBev, per evitare problemi legati all'Antitrust europea nell'ambito dell'acquisizione di SABMiller, vende la Peroni al gruppo giapponese Asahi Breweries.

## Marchi
L'azienda produce vari marchi, tra cui i principali sono:
- Peroni (1846)
- Peroni Nastro Azzurro (1963)
- Raffo  (1919)
- Itala Pilsen
- Wührer (1829)
- Kozel (1874)

Come azienda del gruppo Asahi, la Peroni distribuisce in Italia i marchi:
- Pilsner Urquell
- Meantime Brewing Company
- Tourtel
- Grolsch
- Asahi
- St. Stefanus

Vi sono infine marchi non più in produzione:
- Dormisch (1875-1989): marchio Italiano acquisito dalla Peroni nel 1952
- Faramia (1911-1980): marchio Italiano acquisito dalla Peroni nel 1961